# Csepel (kerékpár)
A Csepel kerékpár egy magyar gyártmányú kerékpárcsalád volt, amit Csepelen, a Weiss Manfréd Acél- és Fémművekben, majd a Csepel Művekben gyártottak. Modelljei közül az összecsukható Camping nevű  volt az egyik legsikeresebb. A 2020-as években a Csepel Zrt. gyártja a kerékpárokat a MOL Bubi programhoz. 

## Története

### A második világháború végéig

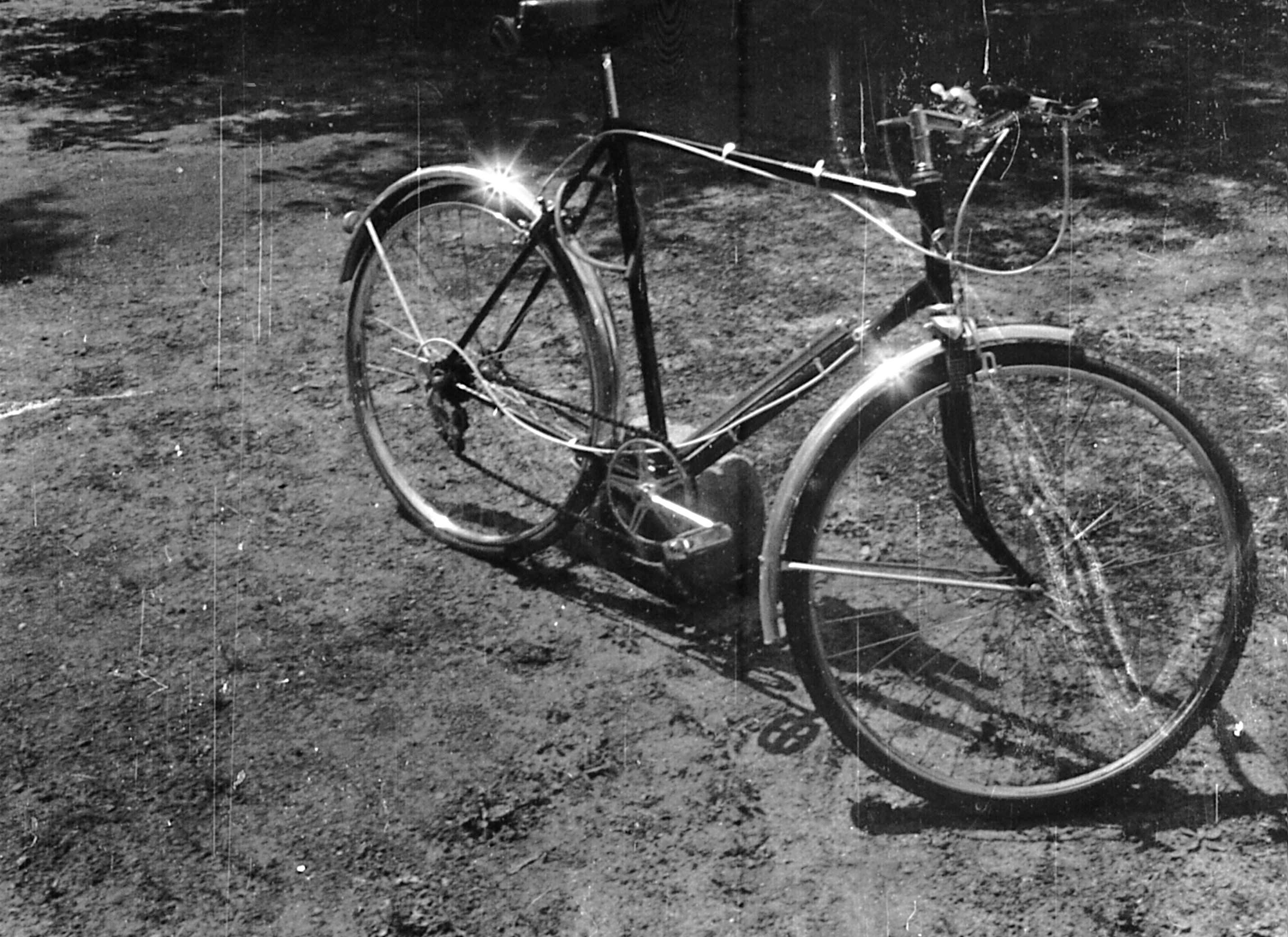
Csepel SR 26 kerékpár (1966)

Miután csak 1927-ben 68 ezer kerékpárt importáltak[forrás?] Magyarországra, a Weiss-gyár felismerte a hazai gyártásban rejlő lehetőséget. 1928. december 12-én kerékpárlicencet vásároltak a grazi Puch Művektől. A Weiss-művek kerékpárjai Csepel márkanév alatt készültek, az első 200 még Grazban. Az alkatrészek közül kezdetben csak a váz, az abroncs, a sárvédő, villaváll és középcsapágyház készült a Weiss-gyárban és az eredeti megállapodásnak megfelelően minden mást az osztrákoktól vettek, de később a bőr és gumi alkatrészeken kívül tulajdonképp minden más Csepelen készült. 
Az 1945-ig terjedő időszakban a legtöbb kerékpárt, 91 706 darabot, 1939-ben állították elő. Kezdetben csak egy férfi és egy női kerékpármodellt kínáltak. Az 1932-es vagy 1933-as Weiss-prospektusban már öt férfi, egy női, egy fiú, egy kisgyermek és egy árukihordó modell szerepelt, 1934-ben pedig már összesen 28 kerékpármodellt kínált a gyár. A gazdasági világválság idején, 1932-ben egy időre leállították a termelést a felhalmozódott raktárkészlet miatt. Ebben az időben részletre is adtak el kerékpárokat és kerékpárversenyek szervezésével népszerűsítették a termékeket. Néhány Weiss-kerékpár márkanév a 30-as évekből: Corvin, Csepel,  Csepel-Ballon, Csepel-Félballon, Csoda, Csoda-Ballon, Diadal, Extra, Fecske, Leányka, Luxus, Pajtika, Rapid, Sparta, Super. (Ballonnak a széles gumijú változatokat nevezték.) Különösen sikeres volt a Csoda nevű modell; ezt a második világháború után is sokáig gyártották. A kerékpárok ára 1939-ben 120-160 pengő körül volt, ebben az időben egy kubikos 1,2 pengő körül keresett a napszámban.

### A második világháború után
Az államosítás után a Csepel Vas- és Fémművek keretében működött a kerékpárgyár (Csepeli Kerékpár-és Varrógépgyár). A kerékpárok gyártása elérte illetve (pl. 1967-ben) meghaladta az évi százezres példányszámot. 
A rendszerváltás után privatizálták és amerikai befektetőkkel Schwinn-Csepel néven gyártottak kerékpárokat.
Több tulajdonosváltást követően ismét magyar tulajdonba került , 2012-ben a tulajdonosi kör pedig úgy döntött, hogy elhagyja a névből  a Schwinn nevet. Jelenlegi jogutódja a Csepel Zrt.
A 2020-as években a Csepel Zrt. gyártja a kerékpárokat a MOL Bubi programhoz. 